# 澤井光郎
澤井 光郎（さわい みつお、1956年4月28日 - ）は、日本の経営者。沢井製薬社長を務めた。

## 経歴
大阪府大阪市出身。1982年に大阪大学大学院基礎工学研究科を修了し、同年に協和発酵キリンに入社。1989年1月に沢井製薬に転じ、2000年6月に取締役に就任し、2002年6月に常務、2005年6月に専務を経て、2008年6月に社長に就任。2020年6月に会長に就任。